# Ždanivka
Ždanivka (in ucraino Жданівка) o Ždanovka (in russo Ждановка?) è de iure una città dell'Ucraina, situata nell'oblast' di Donec'k della regione storica del Donbass, ma dal 2014 è de facto situata nel Repubblica Popolare di Doneck a sostegno della Russia. Ha circa 12.000 abitanti.